# 1057 (numero)
Millecinquantasette (1057) è il numero naturale dopo il 1056 e prima del 1058.

## Proprietà matematiche
- È un numero dispari.
- È un numero composto da 4 divisori: 1, 7, 151, 1057. Poiché la somma dei suoi divisori (escluso il numero stesso) è 159 < 1057, è un numero difettivo.
- È un numero semiprimo.
- È un numero omirpimes.
- È un numero nontotiente in quanto dispari e diverso da 1.
- È un numero fortunato.
- È un numero congruente.
- È un numero intero privo di quadrati.
- È un numero odioso.
- È parte delle terne pitagoriche  (1057, 3624, 3775), (1057, 11376, 11425), (1057, 79800, 79807), (1057, 558624, 558625).

## Astronomia
- 1057 Wanda è un asteroide della fascia principale del sistema solare.
- NGC 1057 è una galassia nella costellazione del Triangolo.

## Astronautica
- Cosmos 1057 è un satellite artificiale russo.